# Salomon Koninck

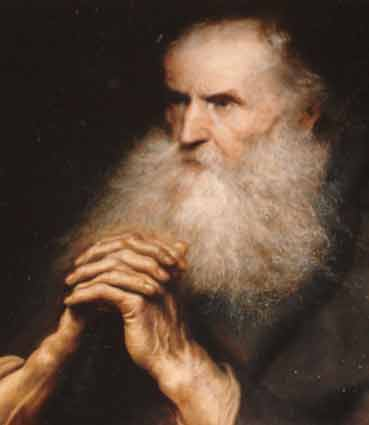
Salomon Koninck, Portret starca

Salomon Koninck (ur. w 1609 w Amsterdamie, zm. 8 sierpnia 1656 tamże) – holenderski malarz i rysownik okresu baroku.
Był synem złotnika. Należał do uczniów prerembrandtystów: François Venanta i Claesa Moeyaerta. Uległ wpływom Rembrandta i Goverta Flincka. W 1630 został członkiem gildii malarzy.
Malował sceny biblijne oraz postacie starców w pracowniach lub kantorach (czytających, piszących, ważących monety).
Jego kuzyn Philips Koninck był malarzem pejzażystą.

## Wybrane dzieła
- Duchowny w gabinecie – Berlin, Gemaeldegalerie,
- Filozof (1635) – Madryt, Prado,
- Filozof z otwartą książką – Paryż, Luwr,
- Medytujący filozof – Paryż, Luwr,
- Portret starca – Wrocław, Muzeum Narodowe (przypisywany),
- Portret starca – Schwerin, Staatliches Museum,
- Powołanie św. Mateusza (1646) – Berlin, Gemaeldegalerie,
- Przypowieść o robotnikach w winnicy (1647-49) – St. Petersburg, Ermitaż,
- Pustelnik (ok. 1643) – Drezno, Gemaeldegalerie,
- Stary biskup – Drezno, Gemaeldegalerie,
- Stary nauczyciel – St. Petersburg, Ermitaż,
- Starzec ważący złoto (1654) – Rotterdam, Museum Boymans-van Beuningen.